# Andornay
Ne doit pas être confondu avec Andernay.
Andornay est une commune française située dans le département de la Haute-Saône, en Franche-Comté, dans la région administrative Bourgogne-Franche-Comté.

## Géographie

### Localisation
Andornay est située dans le nord-est de la Franche-Comté, dans le département de la Haute-Saône, non loin du Territoire de Belfort et du Doubs.
Le petit village d'Andornay s'étend sur seulement 148 hectares, dont un seul recouvert de forêt.

### Topographie

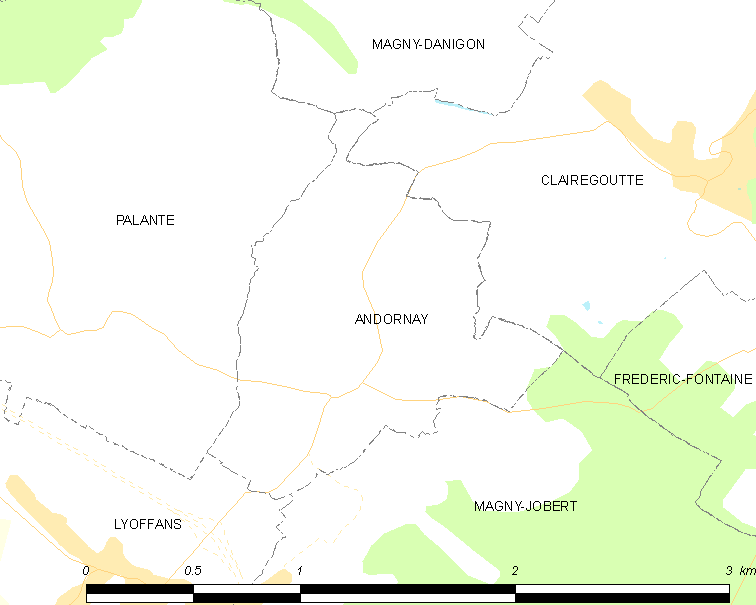
Le territoire communal dans son contexte local.

Le village s'est installé sur un territoire caractérisé par la présence de vastes plaines vallonnées, l’altitude varie de 299 à 329 mètres soit un dénivelé de 30 mètres. Andornay ne possède pas de relief notable.

### Géologie
La commune est construite sur le plateau de Haute-Saône, dans la dépression sous-vosgienne et s'appuie sur le versant méridional du massif des Vosges. Le territoire communales est situé dans une plaine avec quelques petites collines arrondies et aplaties. Le territoire communal repose sur le bassin houiller stéphanien sous-vosgien.

### Hydrographie
Le village est bordé par la Clairegoutte -ou Béchotte- un ruisseau qui prend sa source dans la source dans la forêt du Chérimont, à l'est de la commune de Clairegoutte, coule du nord-est au sud-ouest et qui se jette dans le Rognon, qui s'écoule à l'ouest sous-affluent de l'Ognon. Plusieurs petits ruisseaux se jettent dans les deux principaux, précédemment cités.

### Climat
Pour des articles plus généraux, voir Climat de la Bourgogne-Franche-Comté et Climat de la Haute-Saône.
En 2010, le climat de la commune est de type climat de montagne, selon une étude du Centre national de la recherche scientifique s'appuyant sur une série de données couvrant la période 1971-2000. En 2020, Météo-France publie une typologie des climats de la France métropolitaine dans laquelle la commune est exposée à un climat semi-continental et est dans la région climatique Lorraine, plateau de Langres, Morvan, caractérisée par un hiver rude (1,5 °C), des vents modérés et des brouillards fréquents en automne et hiver.
Pour la période 1971-2000, la température annuelle moyenne est de 9,9 °C, avec une amplitude thermique annuelle de 17,2 °C. Le cumul annuel moyen de précipitations est de 1 273 mm, avec 13,3 jours de précipitations en janvier et 10,5 jours en juillet. Pour la période 1991-2020, la température moyenne annuelle observée sur la station météorologique de Météo-France la plus proche, « Étobon », sur la commune d'Étobon à 6 km à vol d'oiseau, est de 10,7 °C et le cumul annuel moyen de précipitations est de 1 272,5 mm. 
La température maximale relevée sur cette station est de 38,5 °C, atteinte le 24 juillet 2019 ; la température minimale est de −18 °C, atteinte le 1er mars 2005,,.
Les paramètres climatiques de la commune ont été estimés pour le milieu du siècle (2041-2070) selon différents scénarios d'émission de gaz à effet de serre à partir des nouvelles projections climatiques de référence DRIAS-2020. Ils sont consultables sur un site dédié publié par Météo-France en novembre 2022.

## Urbanisme

### Typologie
Au 1er janvier 2024, Andornay est catégorisée commune rurale à habitat dispersé, selon la nouvelle grille communale de densité à sept niveaux définie par l'Insee en 2022.
Elle est située hors unité urbaine. Par ailleurs la commune fait partie de l'aire d'attraction de Lure, dont elle est une commune de la couronne,. Cette aire, qui regroupe 33 communes, est catégorisée dans les aires de moins de 50 000 habitants,.

### Occupation des sols
L'occupation des sols de la commune, telle qu'elle ressort de la base de données européenne d’occupation biophysique des sols Corine Land Cover (CLC), est marquée par l'importance des territoires agricoles (81,7 % en 2018), en diminution par rapport à 1990 (100 %). La répartition détaillée en 2018 est la suivante : 
prairies (80,6 %), zones urbanisées (18,3 %), zones agricoles hétérogènes (1,1 %). L'évolution de l’occupation des sols de la commune et de ses infrastructures peut être observée sur les différentes représentations cartographiques du territoire : la carte de Cassini (XVIIIe siècle), la carte d'état-major (1820-1866) et les cartes ou photos aériennes de l'IGN pour la période actuelle (1950 à aujourd'hui).

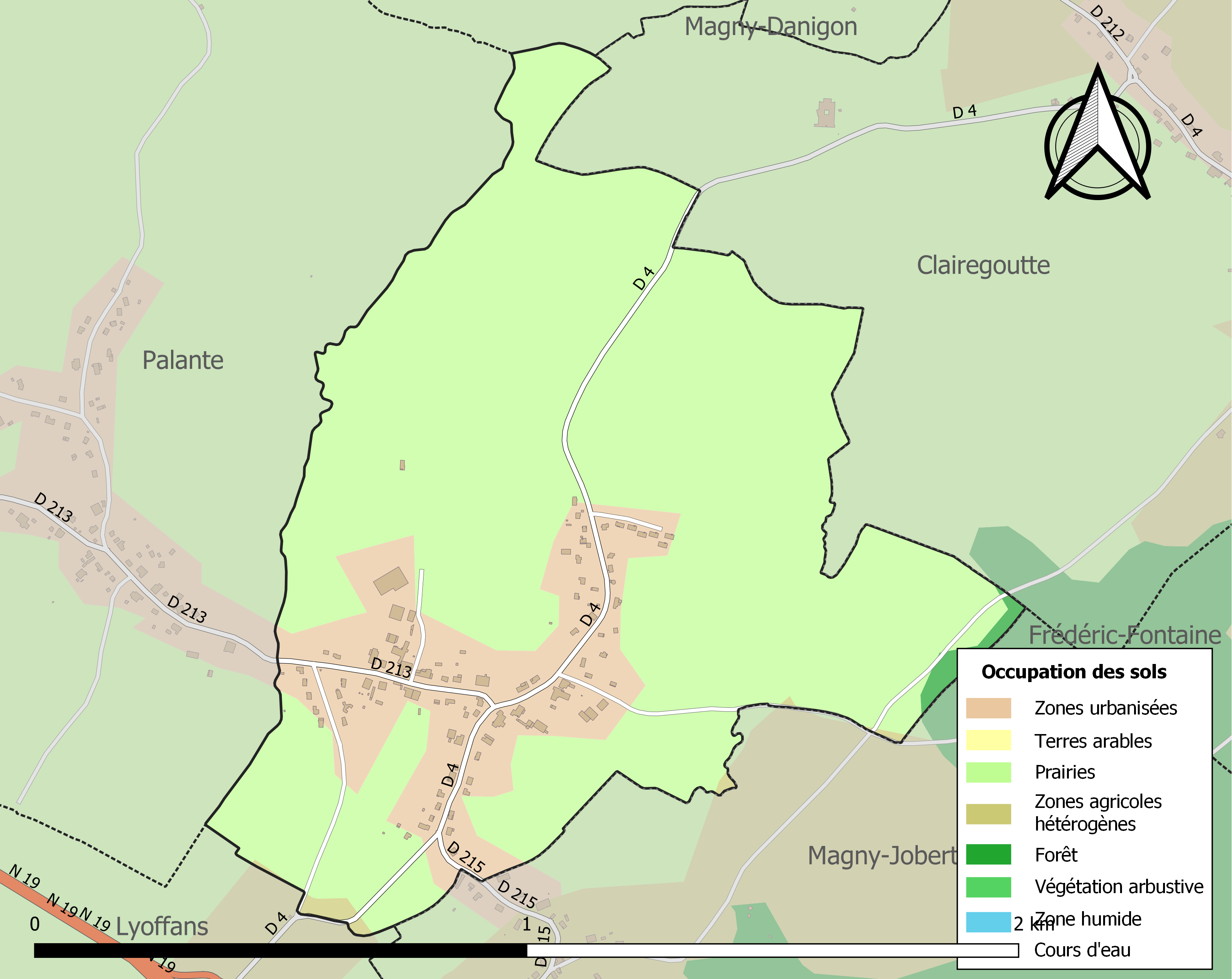
Carte des infrastructures et de l'occupation des sols de la commune en 2018 (CLC).

### Projet d'aménagement et paysage
La commune fait partie du plan local d'urbanisme intercommunal (PLUi) de la communauté de communes du pays de Lure (CCPL), document d'urbanisme de référence pour la commune et toute l'intercommunalité approuvé le 26 juin 2018. Andornay fait également partie du SCOT du pays des Vosges saônoises, un projet de territoire visant à mettre en cohérence l'ensemble des politiques sectorielles, notamment en matière d’habitat, de mobilité, d’aménagement commercial, d’environnement et de paysage.

### Voies de communication et transports
Andornay est un village rural, mais se situe à proximité d'un échangeur avec la RN 19 (double-voie expresse E54) qui établit une connexion entre Lure-Vesoul-Luxeuil et la conurbation de Belfort-Héricourt-Montbéliard, ce qui permet une offre de transport hors de la commune.

## Toponymie

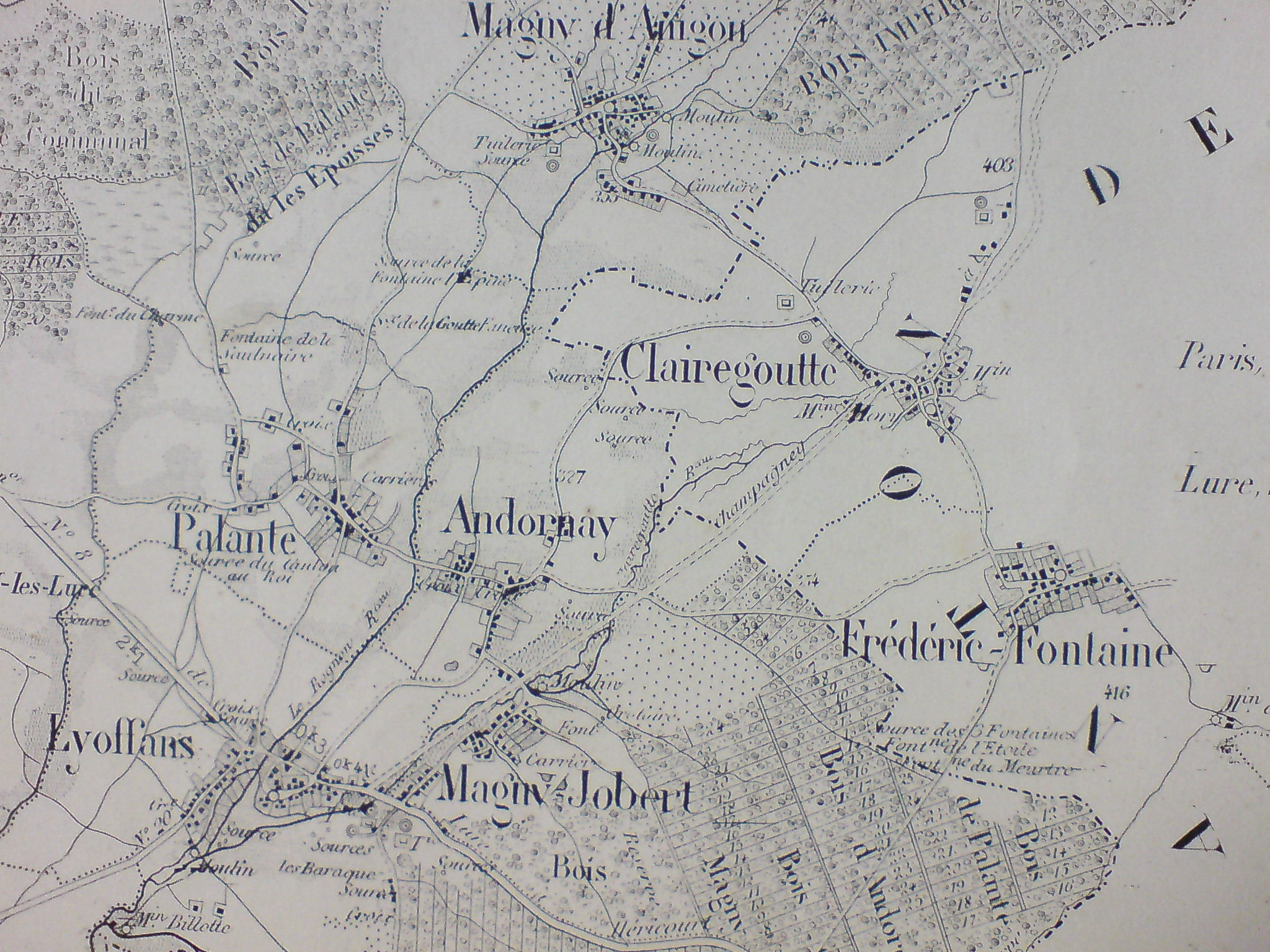
Andornay sur l'Atlas cantonal des communes de Haute-Saône.

En 1467, le village est attesté sous la forme Endreney, en 1484 Andulnay, puis enfin le nom actuel d'Andornay depuis le XVIIIe siècle.
Le nom est composé de deux parties ; la 1re est un anthroponyme gaulois Andernus, et la deuxième un suffixe lui aussi gaulois -acum. En assemblant, on obtient Andernacum, qui se traduit en français par le domaine d'Andernus.

## Histoire
Le village compte de nombreux mineurs travaillant aux houillères de Ronchamp entre le XIXe siècle et le XXe siècle. Il fait alors partie du territoire du bassin minier. Les mineurs du village travaillent essentiellement au puits Arthur-de-Buyer et au puits du Magny.
Sept habitants ont péri durant la Première Guerre mondiale.
Le village est libéré par la 1re DFL le 27 octobre 1944. Une stèle située sur la commune voisine de Lyoffans a été érigée en l'honneur des libérateurs.

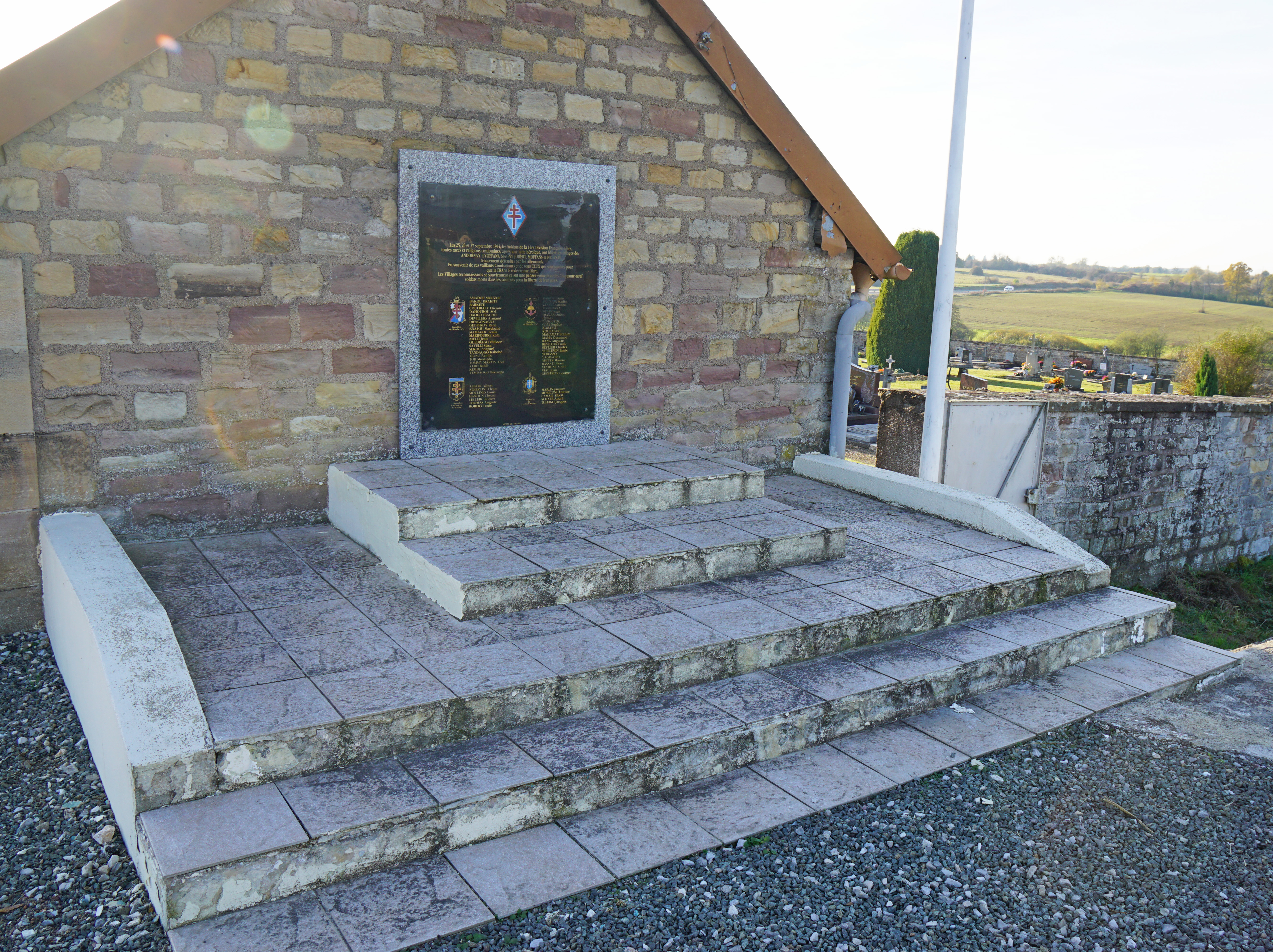
Stèle de la Libération à Lyoffans.
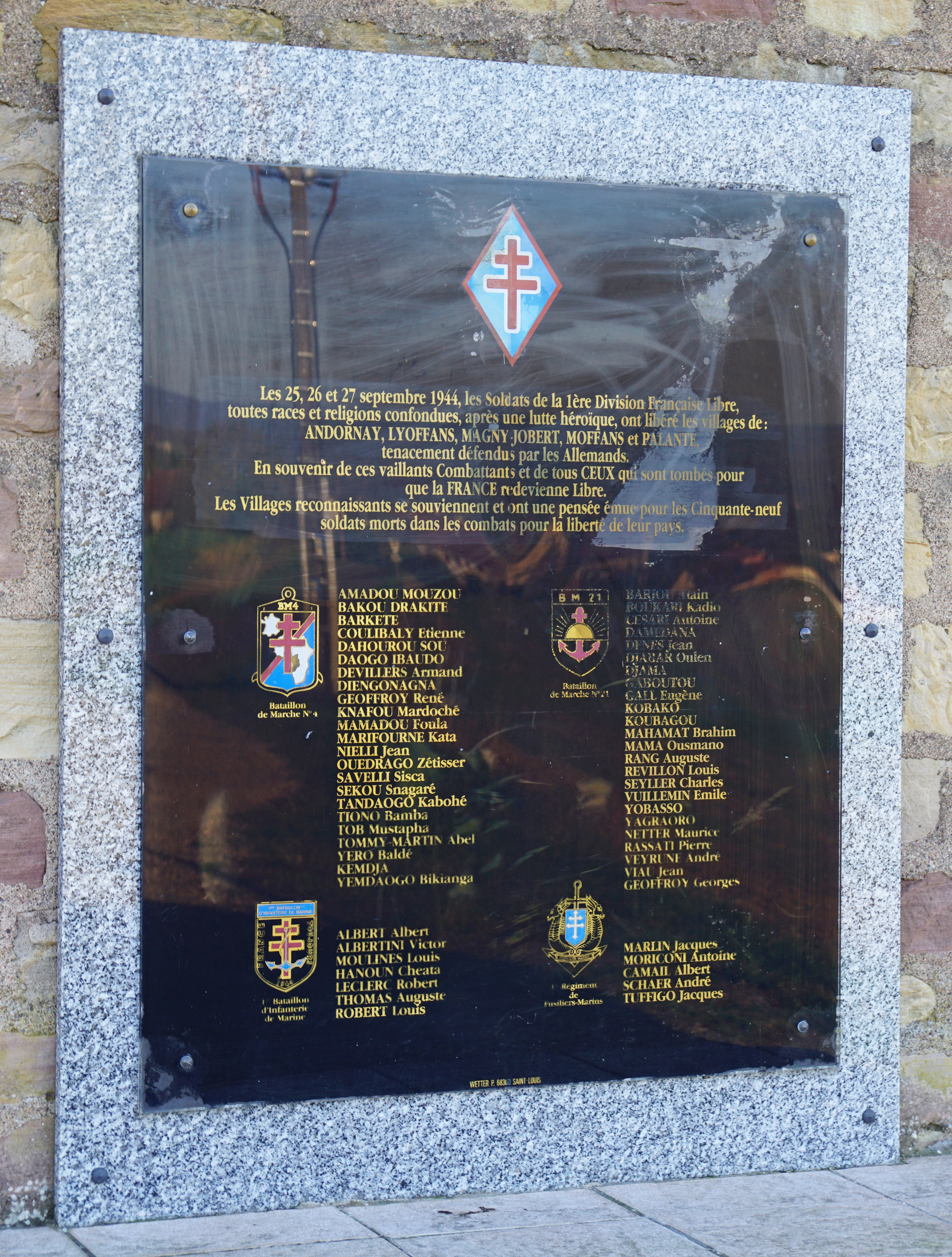

## Politique et administration

### Rattachements administratifs et électoraux

Carte départementale représentant en rouge la Communauté de communes du Pays de Lure.

La commune fait partie de l'arrondissement de Lure du département de la Haute-Saône. Pour l'élection des députés, elle fait partie de la deuxième circonscription de la Haute-Saône.
Elle faisait partie de 1793 à 1985 du canton de Lure. Celui-ci a été scindé par le décret du 31 janvier 1985 et la commune rattachée au canton de Lure-Sud. Dans le cadre du redécoupage cantonal de 2014 en France, la commune fait désormais partie du canton de Lure-2.
La commune d'Andornay fait  partie du ressort du tribunal de proximité, du conseil de prud'hommes et du tribunal paritaire des baux ruraux de Lure, du tribunal judiciaire, du tribunal de commerce et de la cour d'assises de Vesoul et de la cour d'appel de Besançon.
Dans l'ordre administratif, elle relève du tribunal administratif de Besançon et de la cour administrative d'appel de Nancy,.

### Intercommunalité
Le village fait partie de la communauté de communes du Pays de Lure, intercommunalité créée en 1998.

### Liste des maires

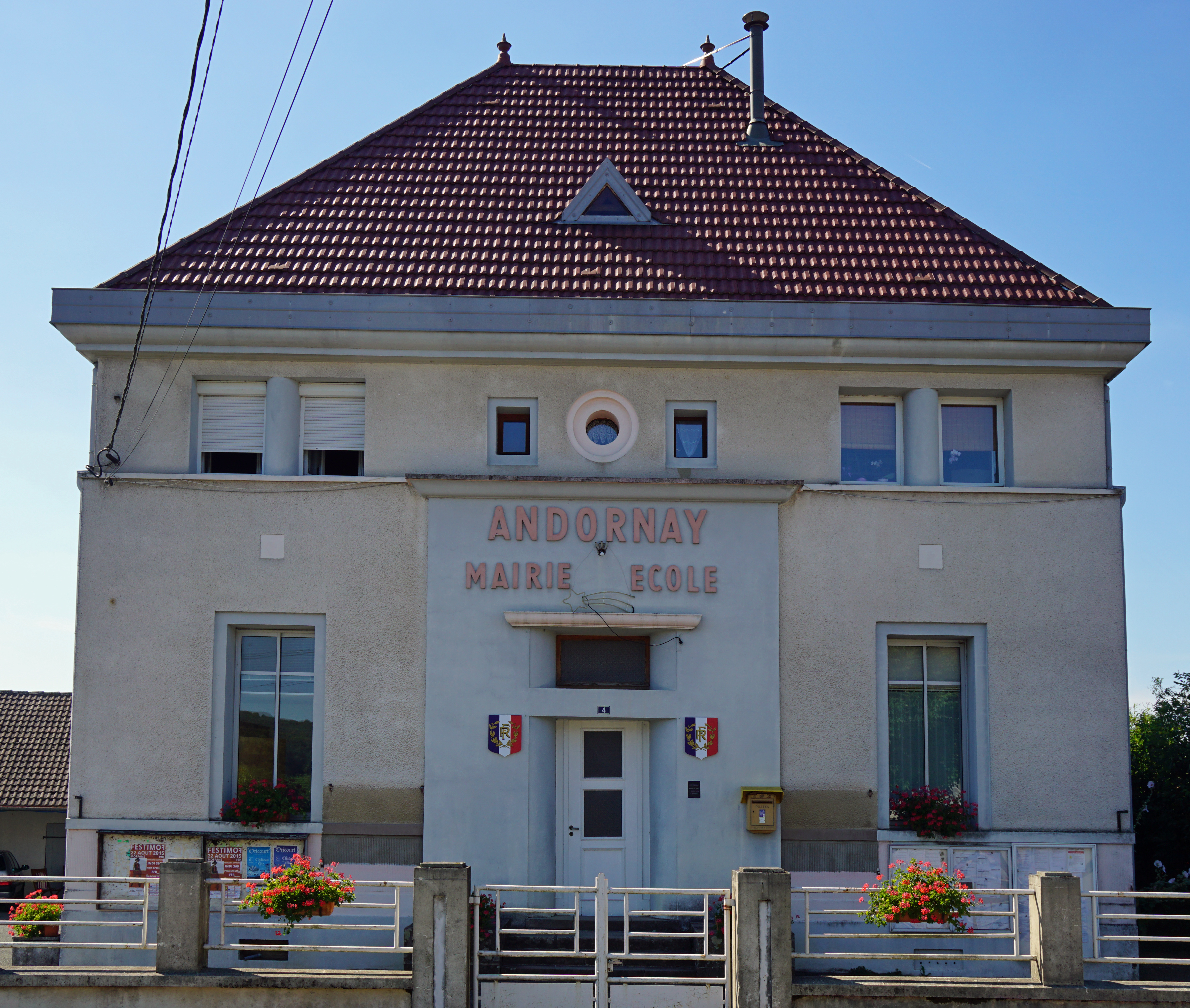
La mairie.

| Période                                  | Période                       | Identité      | Étiquette | Qualité                         |
| ---------------------------------------- | ----------------------------- | ------------- | --------- | ------------------------------- |
| Les données manquantes sont à compléter. |                               |               |           |                                 |
| 1982                                     | mars 2008                     | Henri Bernard | DVD       |                                 |
| mars 2008                                | En cours (au 10 juillet 2016) | Denis Ledoux  | PS        | Réélu pour le mandat 2014-2020, |

## Population et société

### Démographie
L'évolution du nombre d'habitants est connue à travers les recensements de la population effectués dans la commune depuis 1793. Pour les communes de moins de 10 000 habitants, une enquête de recensement portant sur toute la population est réalisée tous les cinq ans, les populations de référence des années intermédiaires étant quant à elles estimées par interpolation ou extrapolation. Pour la commune, le premier recensement exhaustif entrant dans le cadre du nouveau dispositif a été réalisé en 2006.

En 2022, la commune comptait 179 habitants, en évolution de −13,11 % par rapport à 2016 (Haute-Saône : −1,4 %, France hors Mayotte : +2,11 %).
| 1793 | 1800 | 1806 | 1821 | 1831 | 1836 | 1841 | 1846 | 1851 |
| ---- | ---- | ---- | ---- | ---- | ---- | ---- | ---- | ---- |
| 167  | 185  | 185  | 142  | 200  | 204  | 190  | 190  | 170  |

| 1856 | 1861 | 1866 | 1872 | 1876 | 1881 | 1886 | 1891 | 1896 |
| ---- | ---- | ---- | ---- | ---- | ---- | ---- | ---- | ---- |
| 151  | 151  | 153  | 125  | 122  | 121  | 115  | 118  | 111  |

| 1901 | 1906 | 1911 | 1921 | 1926 | 1931 | 1936 | 1946 | 1954 |
| ---- | ---- | ---- | ---- | ---- | ---- | ---- | ---- | ---- |
| 117  | 121  | 107  | 92   | 89   | 88   | 88   | 78   | 92   |

| 1962 | 1968 | 1975 | 1982 | 1990 | 1999 | 2006 | 2011 | 2016 |
| ---- | ---- | ---- | ---- | ---- | ---- | ---- | ---- | ---- |
| 105  | 110  | 91   | 110  | 103  | 148  | 190  | 209  | 206  |

| 2021 | 2022 | - | - | - | - | - | - | - |
| ---- | ---- | - | - | - | - | - | - | - |
| 183  | 179  | - | - | - | - | - | - | - |

### Enseignement

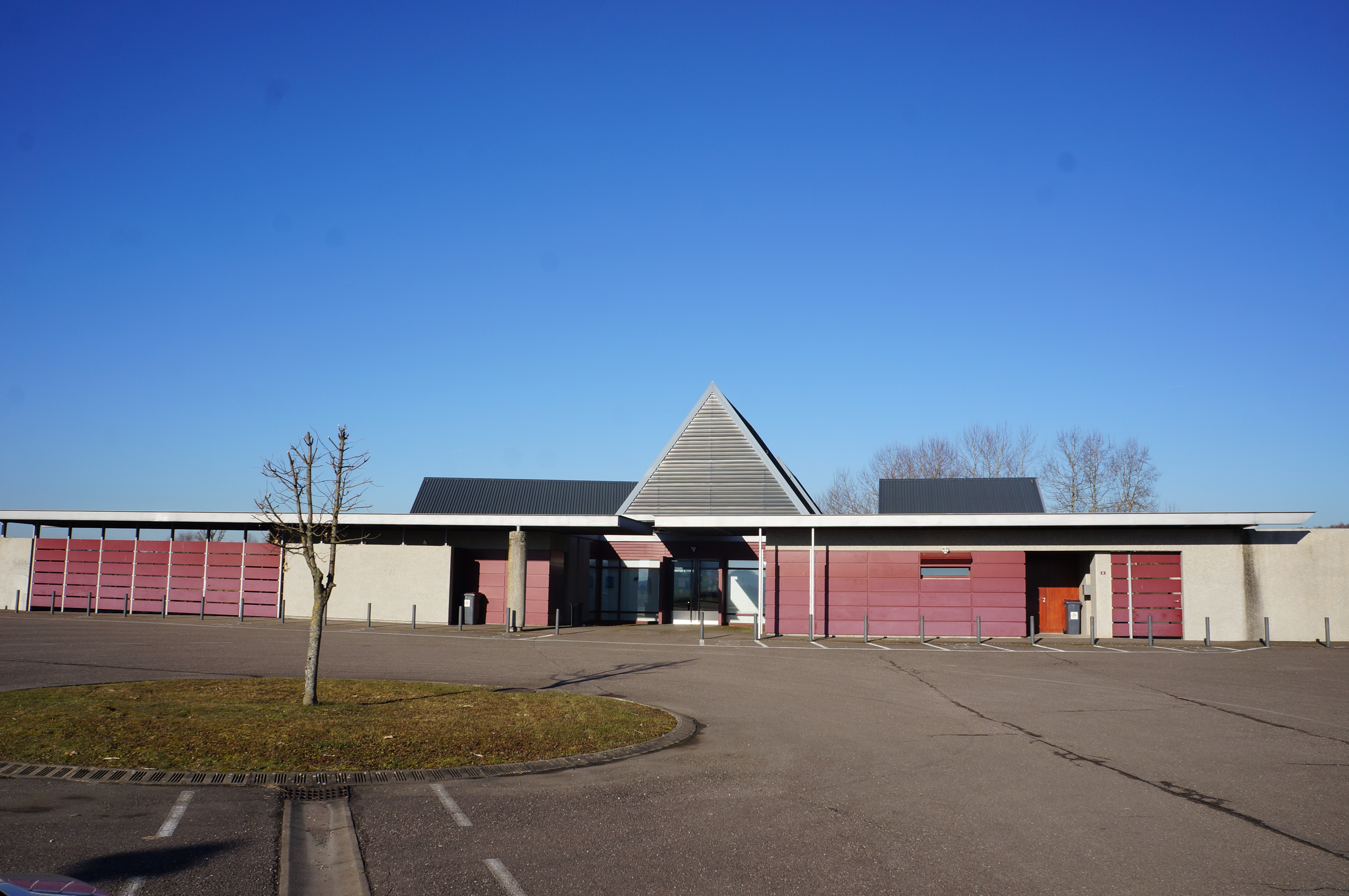
Le pôle éducatif des Vosges saônoises.

De manière générale, Andornay dépend de l'Académie de Besançon. À proximité se trouve le Pôle Éducatif des Vosges Saônoises, co-géré par la communauté de communes Rahin et Chérimont et la communauté de communes du Pays de Lure. Cette école primaire publique accueille 160 élèves, mais ne dispose pas de cantine,.
Pour les niveaux de scolarisation des collégiens et des lycéens, le collège Victor-Schœlcher de Champagney et le lycée G.-Colomb de Lure seront les établissements privilégiés.

### Santé
Il n'existe aucune infrastructure de santé ou de médecins au sein du village, ni dans les communes limitrophes. L'hôpital le plus proche étant celui de Lure, de plus en plus désinvestis par les services publics au profit de celui de Vesoul, il n'est pas exclu qu'à moyen terme, Andornay se trouve dans un désert médical, contraignant à la fréquentation des hôpitaux de Belfort, Montbéliard ou Vesoul, accessible entre 30 minutes et une heure en voiture. Par ailleurs, ces hôpitaux fusionnent en 2017 au profit de la nouvelle infrastructure commune du centre hospitalier de Belfort-Montbéliard, située à mi-chemin entre les deux villes, à Trévenans.

### Services
Hormis les services assurés par la mairie, la commune n'a aucun service public sur son territoire. L'ensemble des services publics sont disponibles à Lure, qui concentre le Pôle emploi, EDF, les impôts, la justice ou la bibliothèque, médiathèque et espace culturels.

### Cultes
Le village ne dispose d'aucun lieu de culte et fait partie de la paroisse de Lyoffans, rattachée à l'unité pastorale d'Athesans-Moffans, faisant partie du doyenné de Lure, qui dépend de l'archidiocèse de Besançon.

## Économie
On ne peut pas parler d'économie à proprement parler pour Andornay puisque la commune comprend moins d'une dizaine d'emplois. Andornay est polarisée par Lure, qui offre emplois et services, accessibles rapidement par la 2x2 voies.

## Culture locale et patrimoine

### Lieux et monuments

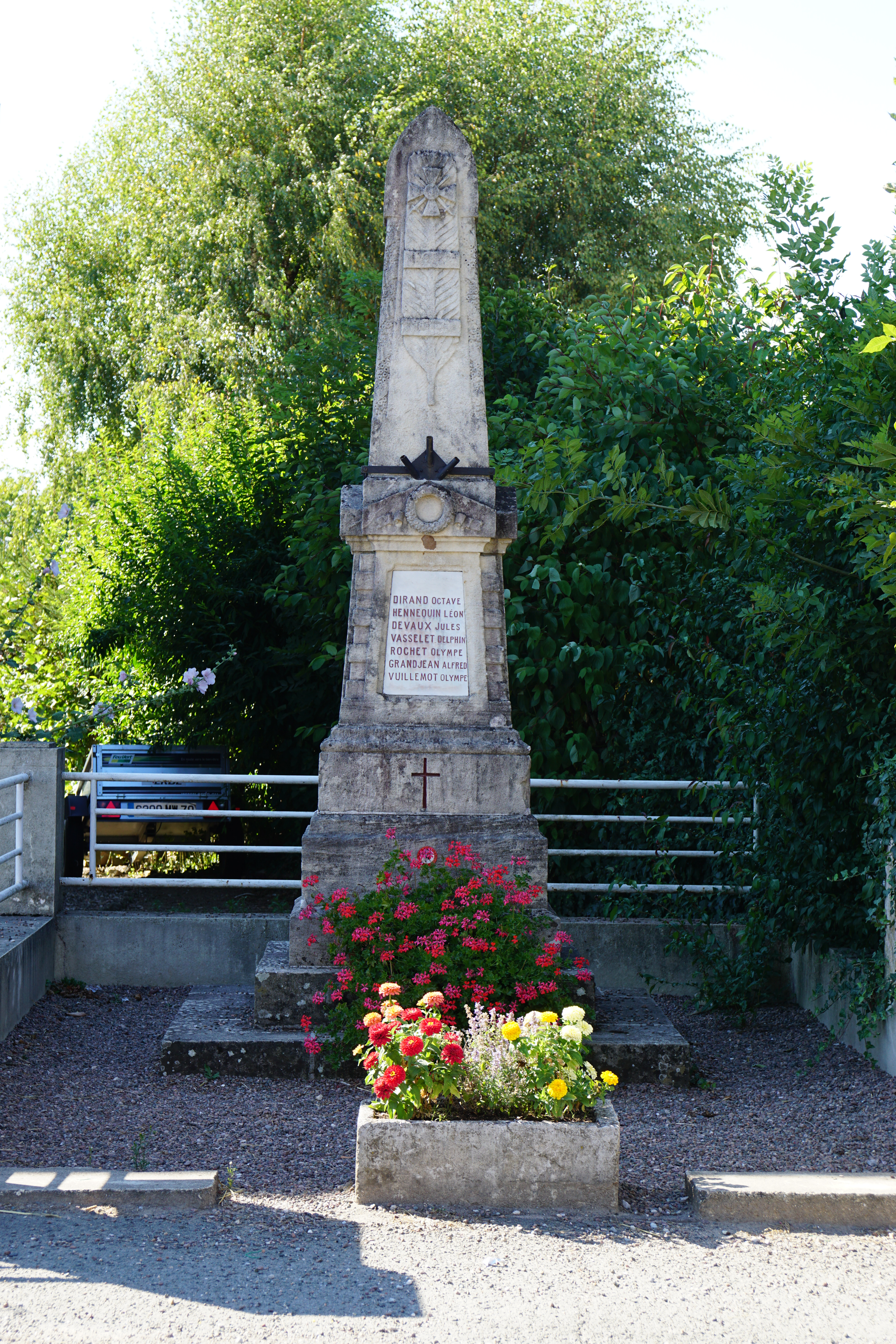
Le monument aux morts.

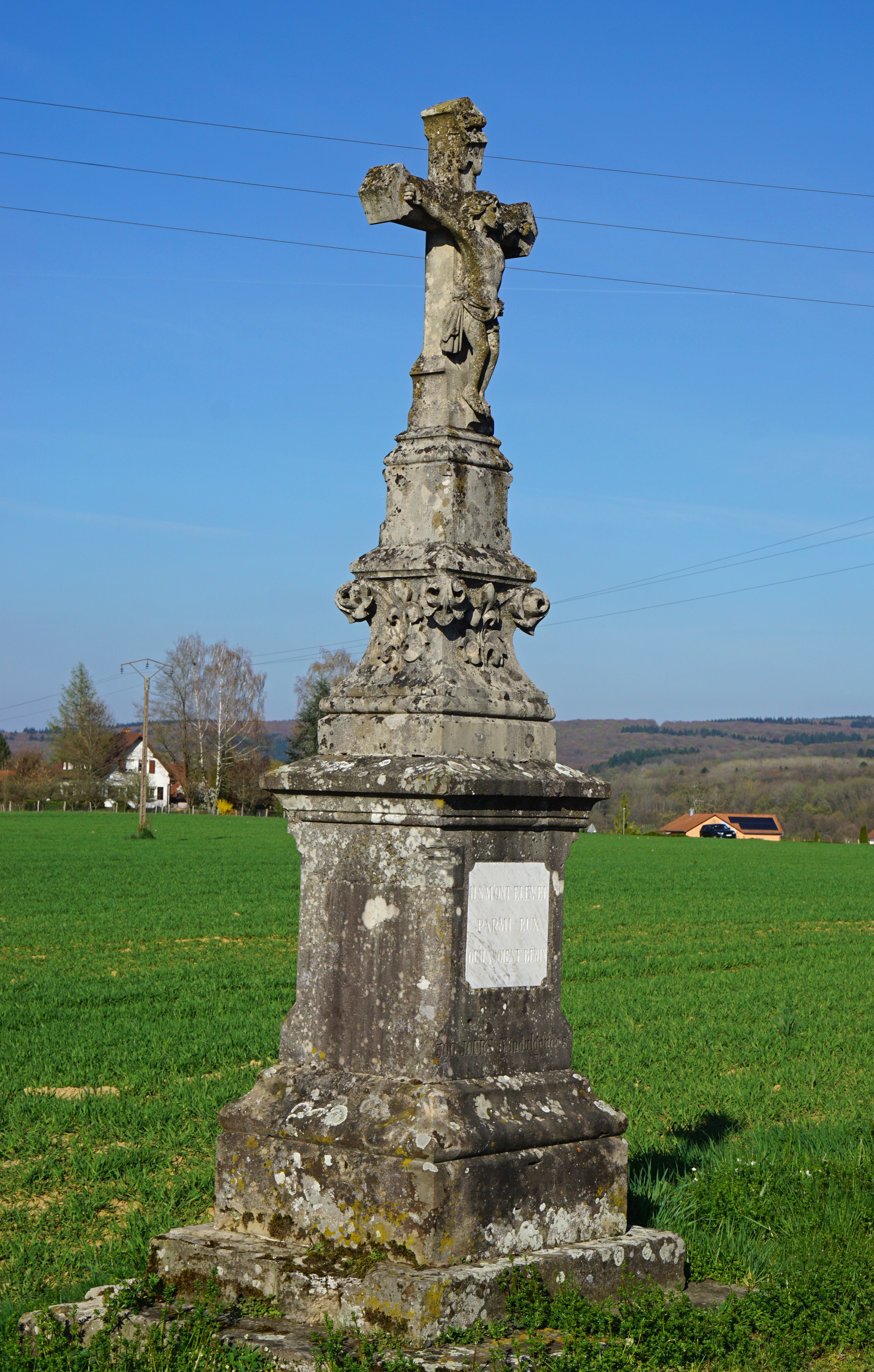
Une croix.

- Le monument aux morts ;
- des croix et calvaires.

### Personnalités liées à la commune
- Marcel Gayant (1915-1944), Compagnon de la Libération, tué à Andornay.

### Héraldique
| Blason de Andornay | Blason  | D'argent au pal d'azur, au bâton d'or brochant.                                                     |
| Blason de Andornay | Détails | Armoiries conçues par M. Camille Heidet. L'année de leur adoption par la commune nous est inconnue. |